# 列治文 (麻省)
列治文（英語：Richmond）是一個位於美國麻薩諸塞州伯克夏縣的鎮。

## 人口
根據2020年美國人口普查的數據，列治文的面積為49.20平方千米，當中陸地面積為48.40平方千米，而水域面積為0.80平方千米。當地共有人口1407人，而人口密度為每平方千米29人。